# Bottroper Entsorgung und Stadtreinigung
Die Bottroper Entsorgung und Stadtreinigung Anstalt des öffentlichen Rechts, kurz BEST AöR, ist
ein kommunales Entsorgungs- und Straßenreinigungsunternehmen im Eigentum der kreisfreien Stadt Bottrop.
Die BEST führt die Grundversorgung im Bereich der Abfallentsorgung in Bottrop durch. Neben der normalen Entsorgung ist die BEST auch für den Winterdienst zuständig und betreibt zusätzlich zu zwei Recyclingzentren einen Containerdienst.
Die Sparte Werkstoff und Recycling übernimmt das Schwesterunternehmen der BEST, die WRB GmbH.

## Aktionen

### Bottrop putzt
"Der „Bottrop putzt“-Tag ist eine Aktion, bei der die Bürger der Stadt gemeinsam öffentliche Flächen von weggeworfenen Abfällen befreien, [...] bei dem die "Bürger Grünanlagen, Wege und andere Bereiche der Stadt von weggeworfenen Abfällen [...]" befreien. Dieser findet seit 2003 jährlich in Bottrop sowie in den umgebenen Städten Gladbeck und Gelsenkirchen statt.

### Mehrwegbecher
Diese Aktion will dafür sorgen, dass weniger Pappbecher produziert und im Umlauf gebracht werden, da laut der BEST „Es (Die Pappbecher) unserer Umwelt schadet und ist sogar negative Werbung für Kaffeeanbieter, dessen Firmenlogo abgebildet ist.“ Dazu arbeitet die BEST mit der Stadt Bottrop zusammen und. Allerdings bräuchten sie die Hilfe möglichst vieler Anbieter und Bürger. Die Mehrwegbecher sind zu 100 % recycelbar und können an unterschiedlichen Orten in Bottrop gegen Pfand eingetauscht werden.

## Verwaltungsrat
Der Verwaltungsrat der BEST bestand im Mai 2023 aus 16 Mitgliedern.